# Balinesisk mytologi
Balinesisk mytologi var den ursprungliga religionen på ön Bali, från den tid innan majoriteten på ön övergick till hinduismen.
Balinesisk mytologi är en form av animism, med ett antal välkända karaktärer och gudomar. När hinduismen nådde den indonesiska övärlden under antiken, infogades många av den balinesiska mytologins gestalter och myter in den balinesiska hinduismen, Agama Hindu Dharma.  
Enligt den balinesiska mytologin bestod världen i tidens början endast av världsormen Antaboga. Antaboga mediterade och skapade världssköldpaddan Bedwang. Ovanpå sköldpaddan låg två ormar liksom Den Svarta Stenen, som utgjorde locket till underjorden. Underjorden styrdes av gudinnan Setesuyara och guden Batara Kala, som skapade ljuset och världen. Ovanför jorden låg i sin tur en serie himlar. I den första himmelen, den flytande skyn, levde Semara, kärlekens gud. Ovanför den flytande skyn låg den mörkblå skyn, där solen och månen bodde. Den tredje graden är den parfymerade himmelen, som är fylld med blommor och är bebodd av Tjak, en fågel med människoansikte, ormen Taksaka, och en grupp ormar kända som Awan, som syns som fallande stjärnor. I den fjärde himmelen levde de döda förfäderna i en brinnande himmel. Den femte himmelen tillhörde gudarna. 

## Gudomar
1. Antaboga, världsormen, skaparen
2. Bedwang, världssköldpaddan
3. Barong, hero, godhetens förkämpe, Rangdas motståndare
4. Rangda, demonernas drottning, de ondas representant, trolldomens gudinna
5. Setesuyara, underjordens drottning, dödens gudinna
6. Batara Kala, underjordens kung, dödens gud
7. Semara, kärlekens gud
8. Tjak, den tredje himlens fågel
9. Awan, de fallande stjärnornas ormar